# Forum Groningen
Forum Groningen (voorheen Groninger Forum en Huis van informatie en geschiedenis) is een gebouw in het centrum van de stad Groningen geopend op 29 november 2019. Het is onderdeel van de verbouwing van de oostzijde van de Grote Markt, het centrale plein van de stad. Doordat verschillende gebouwen achter de oostwand van de markt - waaronder de Naberpassage - zijn gesloopt, ontstond ruimte voor een plein met terrassen, genaamd Nieuwe Markt, en Forum Groningen.
Het Forum is bedoeld als algemene ontmoetingsplek voor bewoners en bezoekers van de stad Groningen. Het werd lokaal al snel de huiskamer van Groningen genoemd. Onder het Forum is een parkeergarage met een capaciteit voor 390 auto's en in de kelder kunnen 1500 fietsen gestald worden. In 2022 werden meer dan twee miljoen bezoekers ontvangen.

## Organisatie
Voor de invulling van het complex is de stichting Forum Groningen (voorheen stichting Groninger Forum) opgericht. Deze stichting draagt zorg voor een samenhangend programma van culturele activiteiten als tentoonstellingen, cursussen, lezingen, films, jeugdactiviteiten en debatten en verzorgt de bibliotheekfunctie in de gemeente Groningen (ook voor de bibliotheeklocaties elders in de gemeente). Terugkerend motto is: Verken de wereld, ontmoet de toekomst. In de stichting zijn de organisaties van de Openbare Bibliotheek Groningen, de Volksuniversiteit Groningen en Filmtheater Images opgegaan. In een eerder stadium zouden ook het Groninger Museum en de Groninger Archieven participeren. In 2013 werd besloten dat deze organisaties - in tegenstelling tot wat eerder gepland was - geen vaste plek in het Forum zouden krijgen omdat de stichting Forum Groningen de inhoudelijke focus verlegde van geschiedenis naar actualiteit. De stichting heeft ook een nauwe samenwerking met het Groninger debatcentrum DwarsDiep, de Hanzehogeschool en de Rijksuniversiteit Groningen.

## Voorzieningen
Het Forum heeft een aantal voorzieningen, zoals een bibliotheek, filmtheater, debatcentrum, museum, expositieruimtes, een aantal horecavoorzieningen, educatievoorzieningen en een VVV-kantoor. Een systeem van roltrappen in het centrale atrium verbindt de diverse verdiepingen van het gebouw. Op het 45 meter hoge dak werd een openbaar toegankelijk dakterras aangelegd met een rooftopcinema.

## Vorm van het gebouw
Het gebouw heeft de vorm van een veelvlak met een zeshoekig grondvlak en een zeshoekig bovenvlak (het dakterras), en acht zijvlakken, achtereenvolgens een vierhoek, een driehoek met de punt naar boven, een vierhoek, een driehoek met de punt naar beneden, en nogmaals zulke vier veelvlakken. De zijvlakken zijn geen van alle verticaal, sommige hellen naar binnen en andere naar buiten.

## Geschiedenis

### Naamgeving
De werktitel van het Groninger Forum was 'Huis van Informatie en Geschiedenis Groningen'. Door het College van Burgemeesters en Wethouders werd in 2005 een prijsvraag uitgeschreven, waarbij inwoners van de stad input mochten leveren voor een nieuwe naam. De naam 'Groninger Forum' werd geopperd door stadsdichter Ronald Ohlsen. In 2019 werd de naam in 'Forum Groningen' gewijzigd. 

### Haalbaarheid
De bouw was niet onomstreden. Over de haalbaarheid van het geraamde bezoekersaantal werd hevig gediscussieerd en op 29 juni 2005 waren de plannen voor een grootscheepse verandering van de Grote Markt en de bouw van het Forum inzet van een correctief referendum. Het referendum werd ongeldig verklaard omdat er niet genoeg stemmen werden uitgebracht. De Groningse Stadspartij sprak zich in de Raad steeds uit tegen de bouw van het Groninger Forum. In 2009 zag de VVD in de exploitatiebegroting aanleiding om op haar beurt de eerdere steun aan het plan voor het Groninger Forum in te trekken. Bij de gemeenteraadsverkiezingen van 2010 werd evenwel een meerderheid van de stemmen verkregen door partijen die een voorstander zijn van de bouw van het Forum. De plannen werden door het nieuwe college dan ook doorgezet.

### Ontwerp
Voor het Groninger Forum werd in 2007 een ontwerpwedstrijd uitgeschreven, waaraan 7 architecten deelnamen. Bij de publieksverkiezing in 2007 kwam het ontwerp van het architectenbureau NL Architects als hoogste uit de bus met ruim een kwart van de stemmen. Ook de specialisten die onder leiding stonden van oud-Rijksbouwmeester Wytze Patijn verkoos het ontwerp als beste. NL Architects tekende ook voor een deel van het interieur. Ook architectenbureaus deMunnik-deJong-Steinhauser, &Prast&Hooft, NorthernLight en Syntek waren bij het ontwerp betrokken.

### Bouwkosten vooraf
De bouwkosten werden vooraf begroot op 71 miljoen euro, waarbij de provincie Groningen 35 miljoen euro beschikbaar stelde, een deel van de compensatiegelden die beschikbaar zijn gekomen na het niet doorgaan van de Zuiderzeelijn. Tevens werd er 10 miljoen euro uit Europese subsidies beschikbaar gesteld. In december 2010 besloot Gedeputeerde Staten van de provincie Groningen echter de 35 miljoen euro subsidie in te trekken, waarop de gemeente Groningen aankondigde een rechtszaak tegen de provincie te willen aanspannen, maar na overleg met de provincie werd een commissie in het leven geroepen onder leiding van Jan Terlouw met de opdracht om de plannen zodanig te verbeteren dat de provincie ermee kon instemmen. Nadat deze commissie in april 2011 haar rapport uitbracht, stemde Provinciale Staten in juli 2011 alsnog in met de subsidieverstrekking.

### Voortgang van de werkzaamheden
De werkzaamheden begonnen in september 2011 onder leiding van hoofdaannemer BAM. Om het Forum en de nieuwe oostwand te kunnen bouwen moesten vooraf de Werkmanschool aan de Schoolstraat, het gebouw van de VVV, Friesland Bank, de studentenvereniging GSC Vindicat atque Polit en de Naberpassage aan de Grote Markt, de achterkant van enkele panden aan de Poelestraat en de parkeergarage worden gesloopt. Na het afsluiten van de parkeergarage en het strippen van de Werkmanschool werd eerst de Werkmanschool gesloopt en vervolgens het VVV kantoor, de Friesland Bank en de parkeergarage. De sloop bood ook een kans om in de binnenstad archeologisch onderzoek te doen. Begin februari 2013 werd begonnen met de bouw van het nieuwe pand van Vindicat en later die maand ook met de sloop van de Naberpassage. In februari 2015 werd de bouw stil gelegd om onderzoek te doen naar aardbevingsbestendig bouwen. Nadat de gemeente Groningen in september overeenkwam met de NAM dat deze 68 miljoen zou bijbetalen voor het aardbevingsbestendig maken van het gebouw, kon de bouw in maart 2016 worden hervat. De bouwkosten liepen daardoor op tot ongeveer 140 miljoen.

### Kritiek
Tijdens de bouwperiode was er forse kritiek op de vorm en omvang van het gebouw, de invulling ervan, de veronderstelde aanblik vanaf de Grote Markt en de toenemende kosten.
In september 2016 verscheen het kritische boek ‘Groninger Forum. Een bodemloze put’ van Johan L. Meijering, die tijdens de bouwstop pleitte om de hele bouwplek te veranderen in een park, een tweede ‘groene long’ naast het Martinikerkhof.

### Opening en reacties
De oplevering van het Forum was aanvankelijk gepland voor 2012, maar werd door alle perikelen meermalen uitgesteld tot het uiteindelijk op 29 november 2019 kon worden geopend. De drie maanden na de opening trok het gebouw 1.000.000 bezoekers. De reacties van lokale, regionale en landelijke pers waren lovend. De eerste bezoekers waren vaak enthousiast maar er klonken ook kritische geluiden. De vormgeving en de speelse inrichting werden geloofd. Kritiek was er wederom op de invulling, de vele lege ruimtes en de versnippering van het boekenaanbod over diverse etages, en de locatiekeuze. Twijfels waren er over de haalbaarheid van de voor een rendabele exploitatie nodig geachte anderhalf miljoen bezoekers per jaar.

## Prijzen
Forum Groningen heeft in het jaar na de opening verschillende prijzen gewonnen.
Op 18 september 2020 won Forum Groningen de Groninger Architectuurprijs 2020. Vakjury, de publieksjury en de online stemmers kwamen tot dezelfde keuze. Een maand later volgde de Dutch Design Award in de categorie habitat voor de ontwerpers deMunnik-deJong-Steinhauser en NL Architects en riep de Branchevereniging Nederlandse Architectenbureaus (BNA) Forum Groningen uit tot het BNA Beste Gebouw van het Jaar. Daarnaast kreeg bureau G2K een European Design Award en een Red Dot Design Award voor de huisstijl van Forum Groningen.

## Beeldengalerij

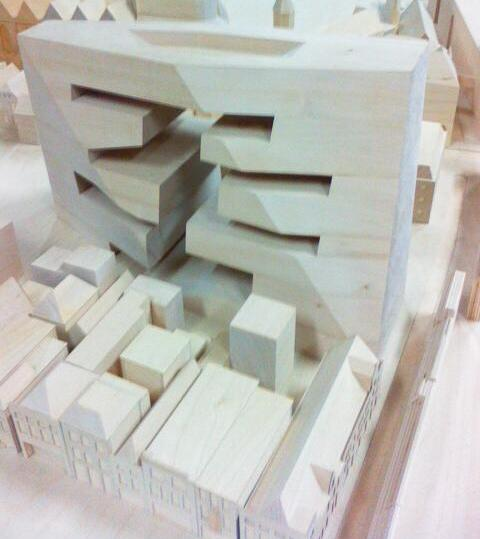
Een maquette van het Forum
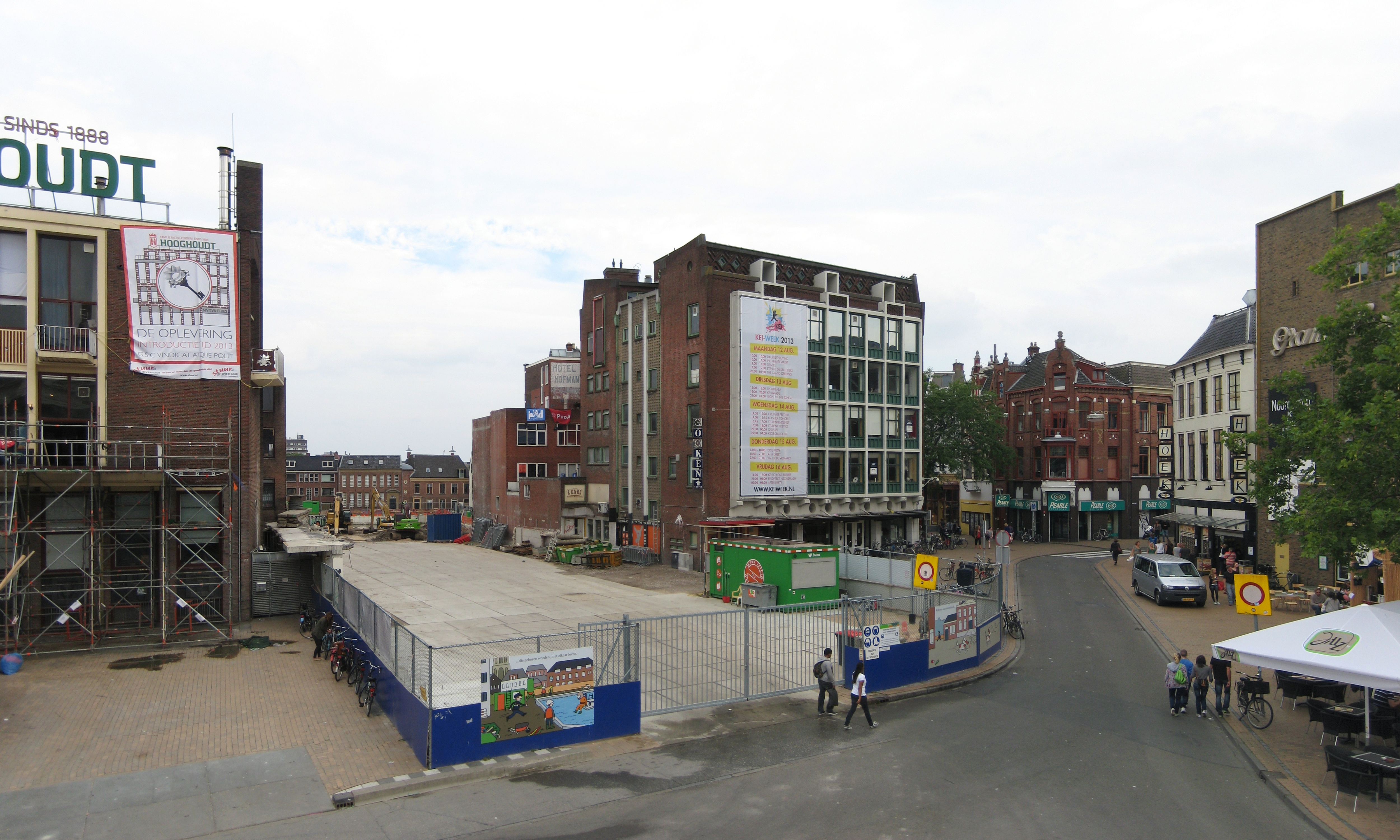
Een deel van de bouwplaats van Forum Groningen in augustus 2013
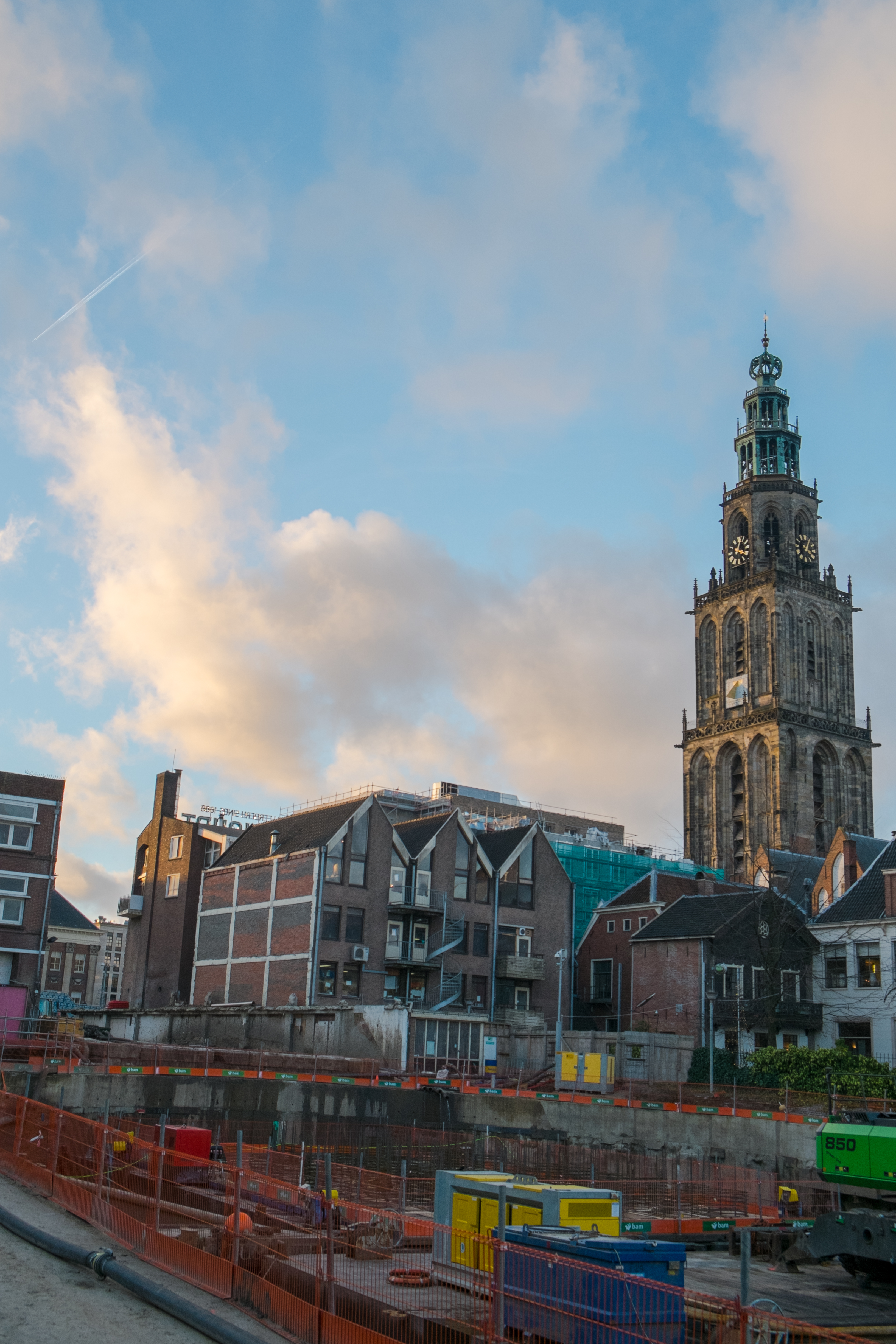
Gezicht vanaf het Concerthuis op een deel van de bouwput met op de achtergrond de Martinitoren in januari 2014
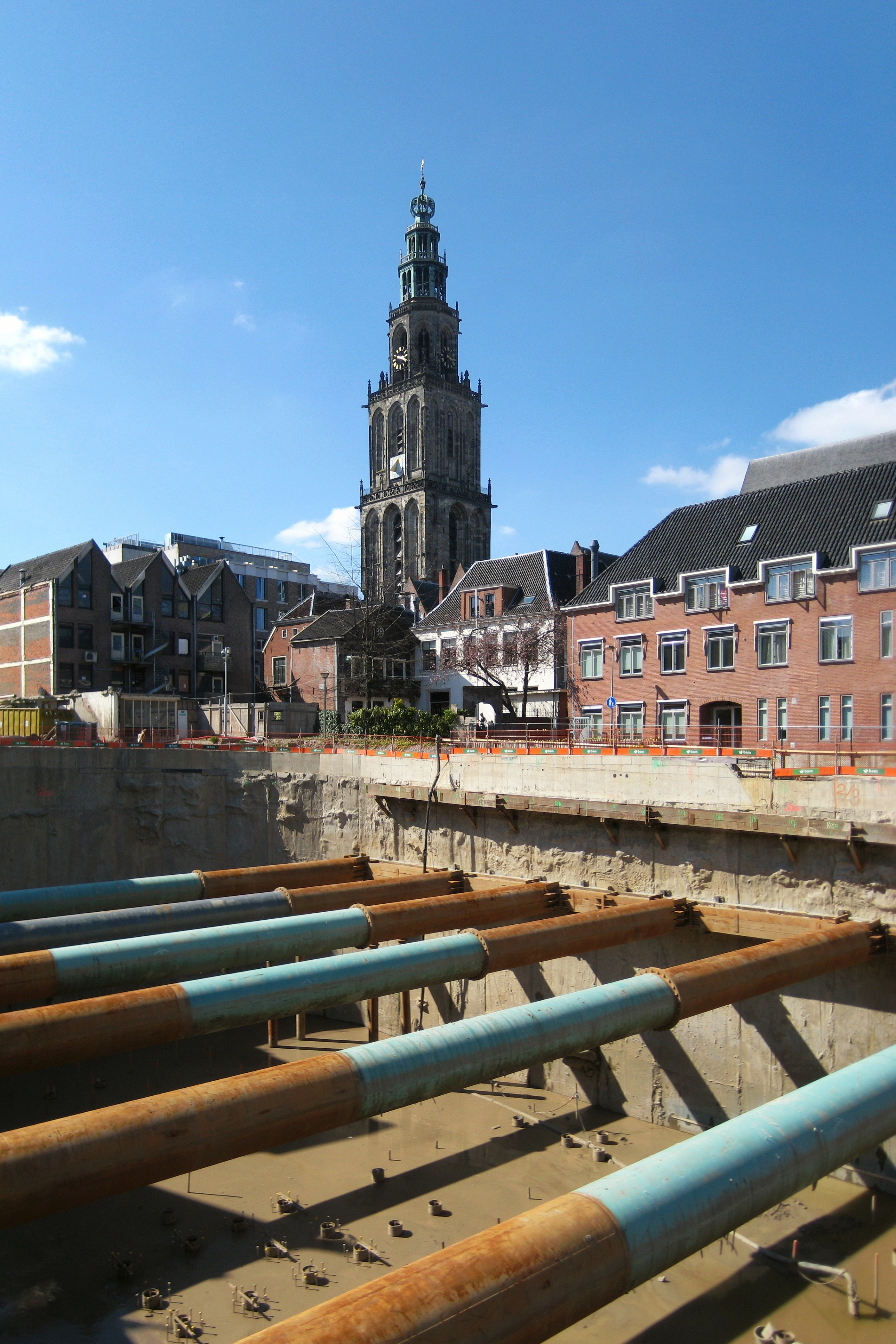
De bouwput van Forum Groningen in april 2014
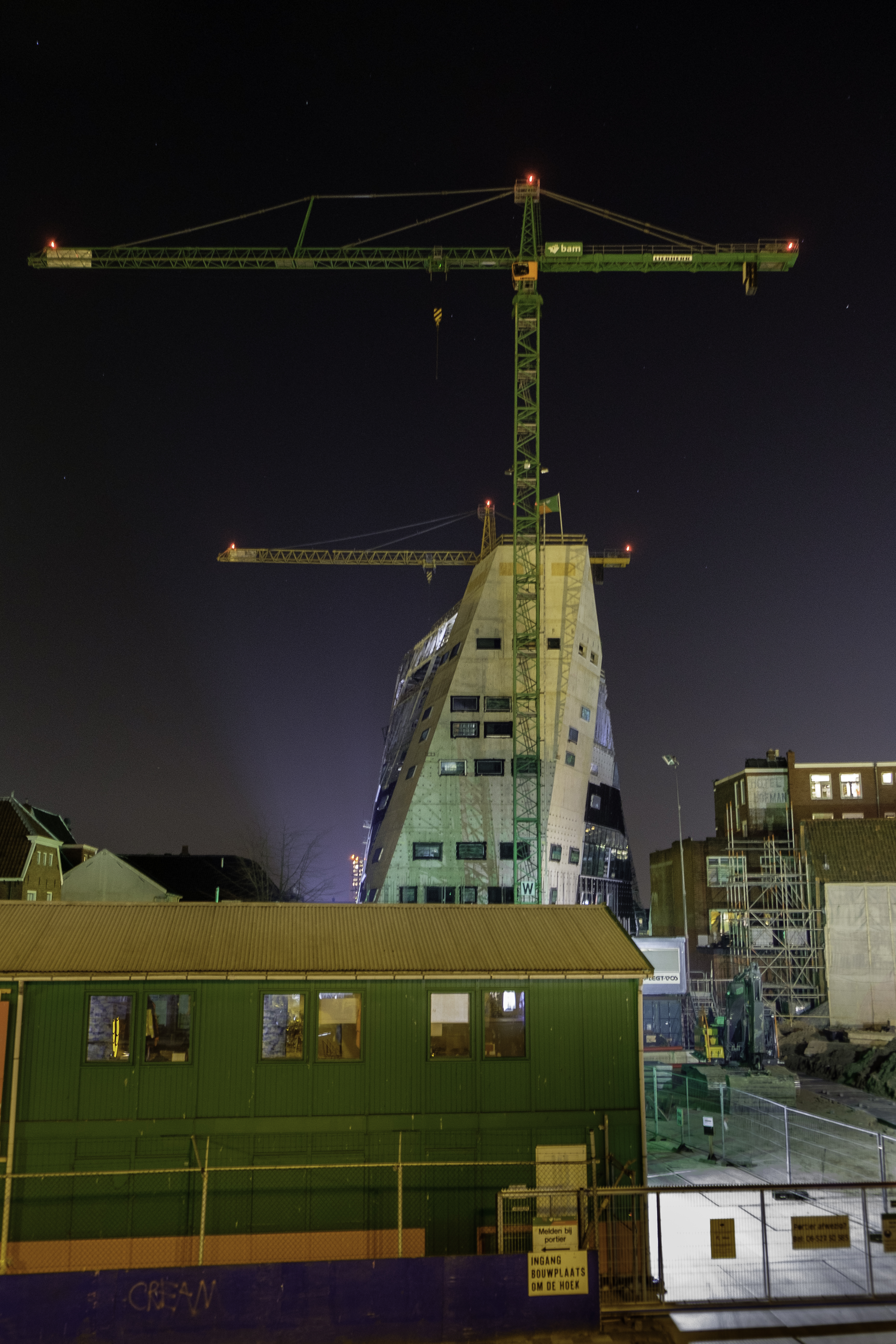
Begin 2018
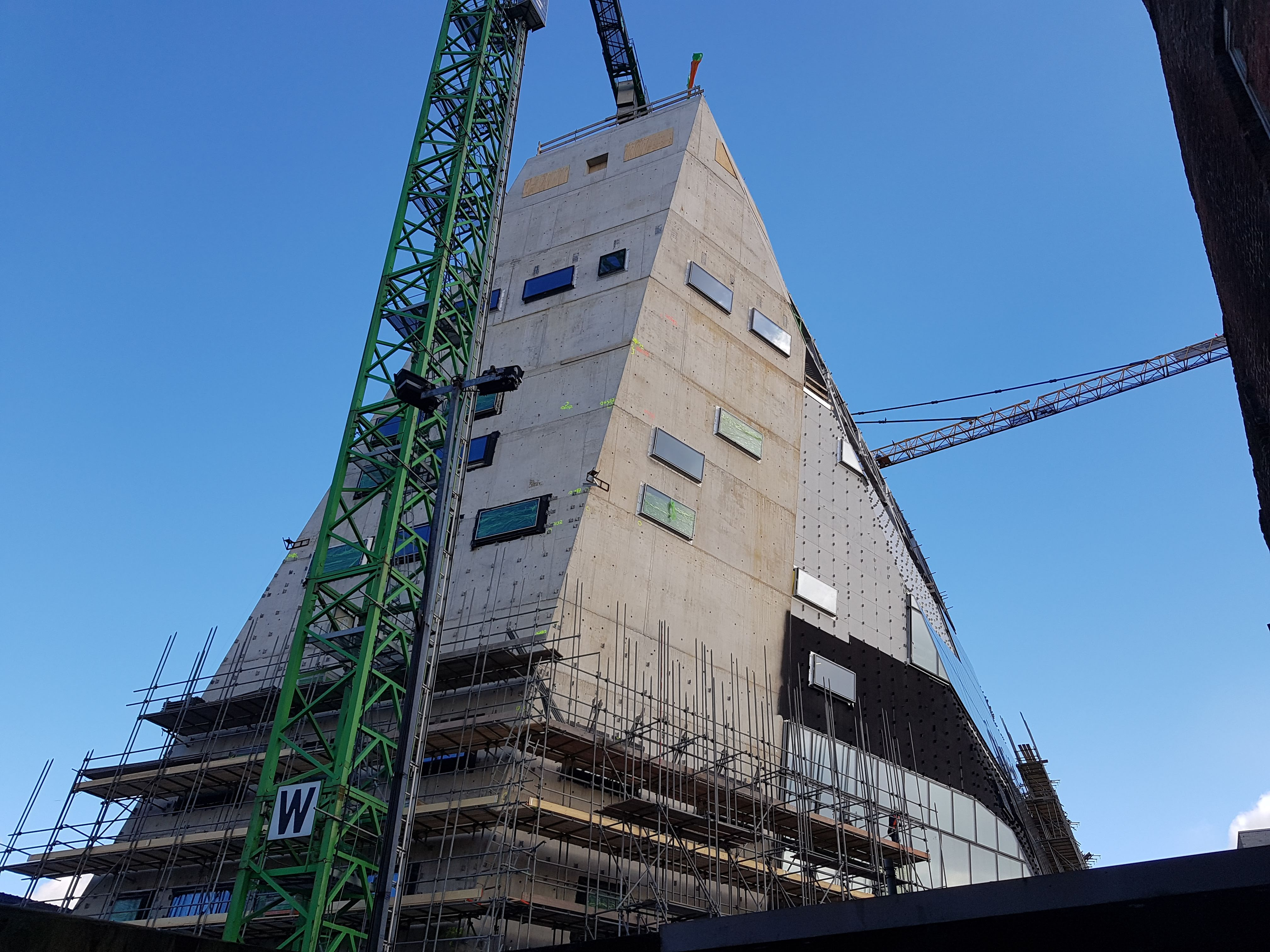
Februari 2018
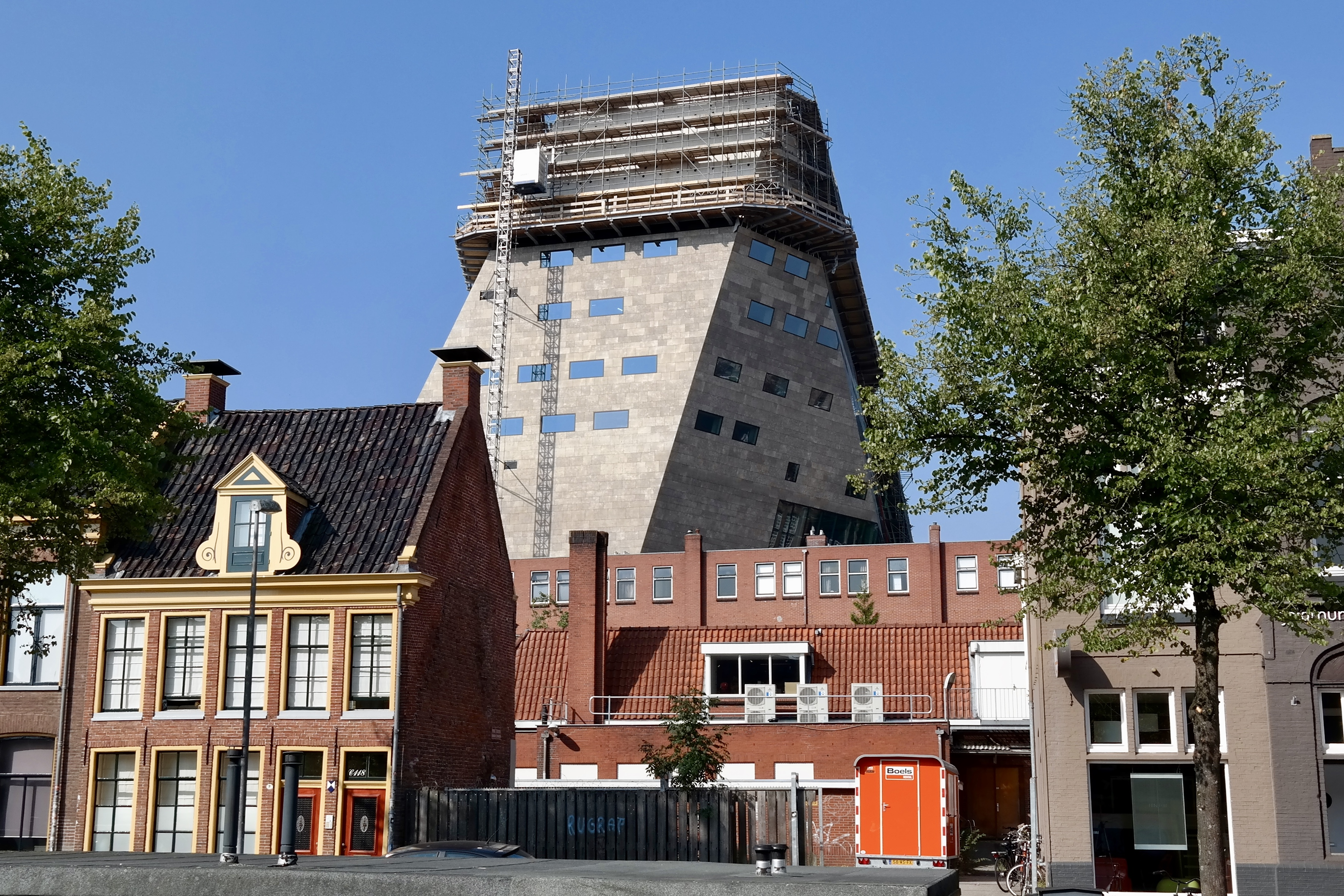
Augustus 2018
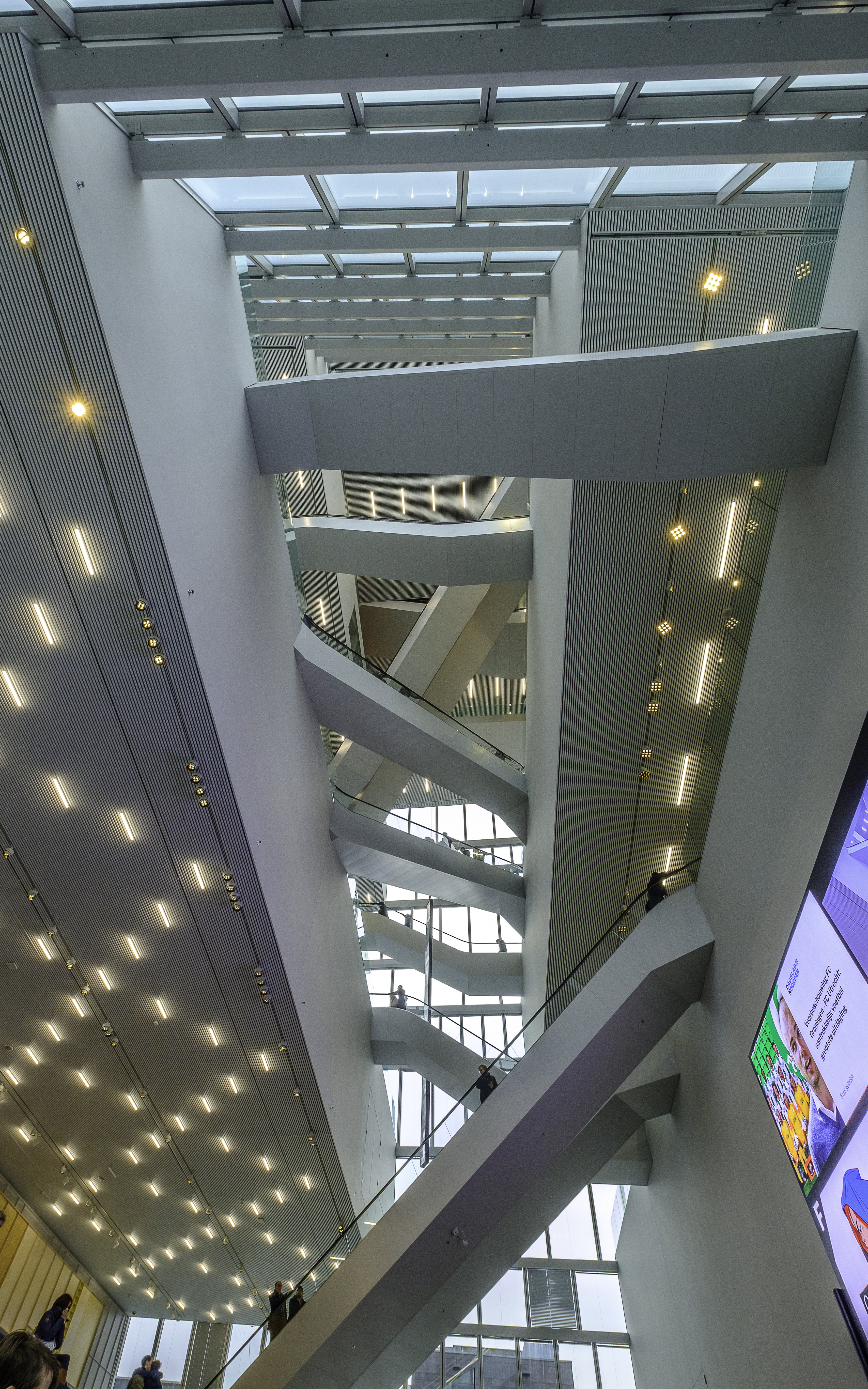
Roltrappen in het atrium van het Forum
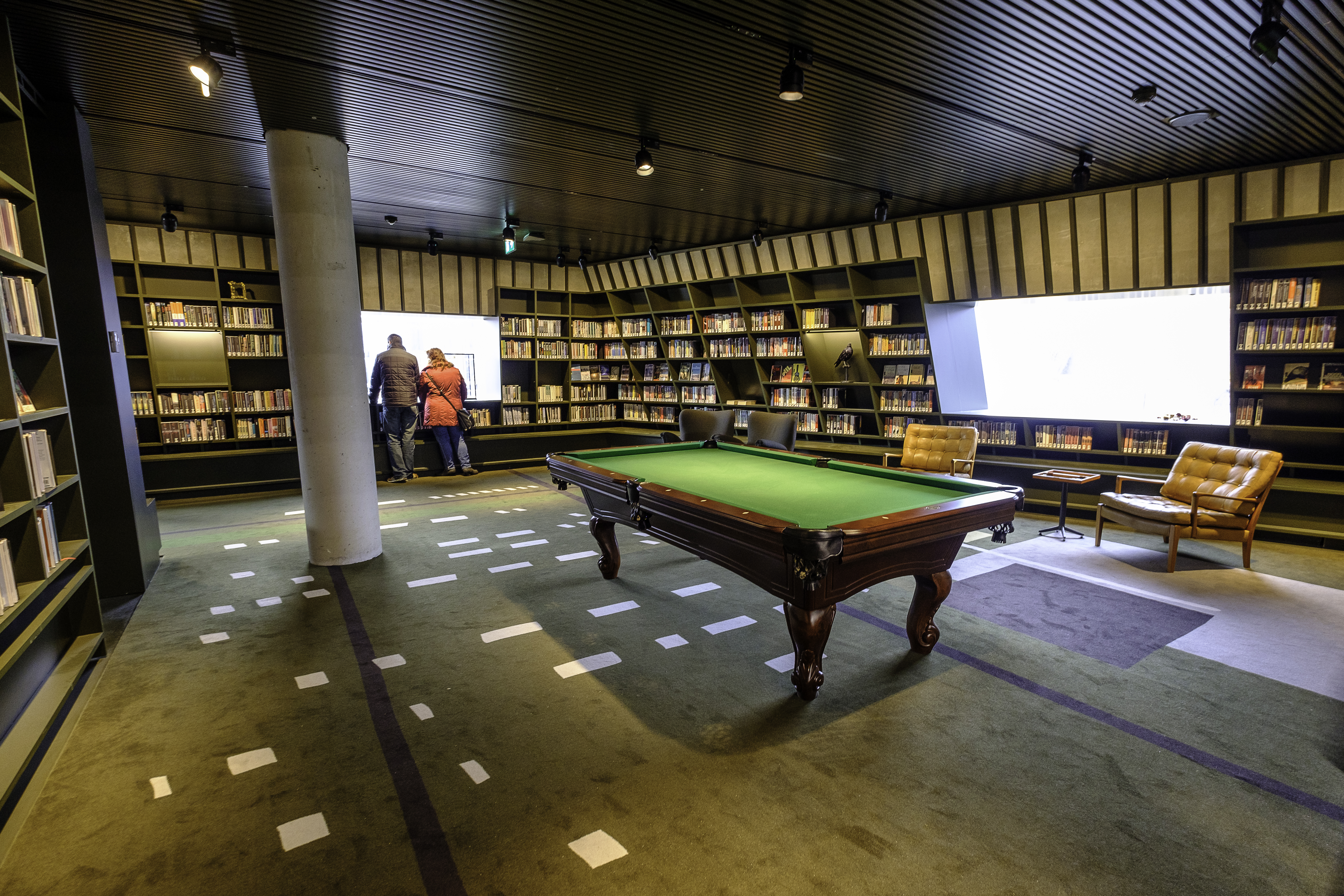
Deel van de bibliotheek met biljarttafel
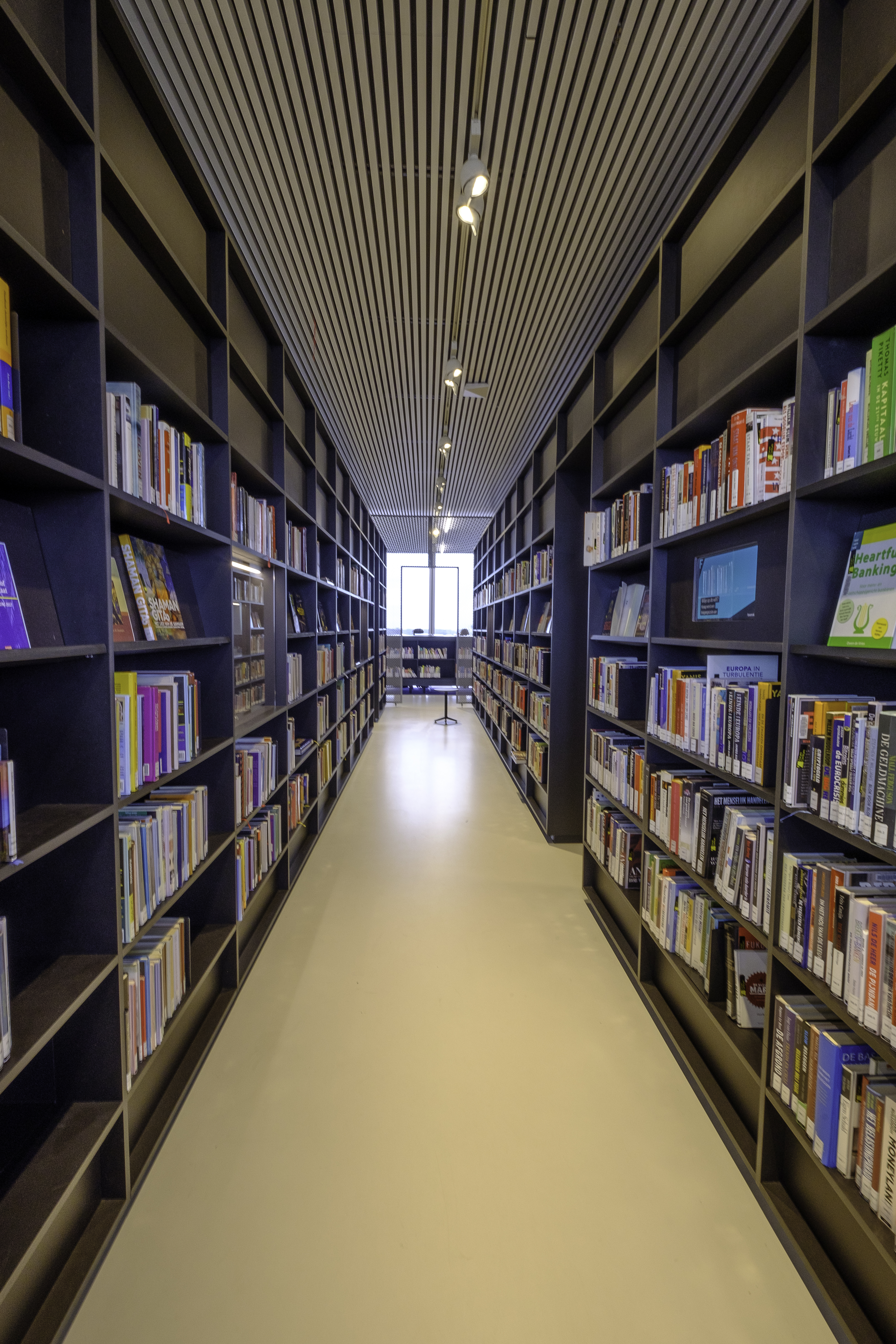
Boekenkasten
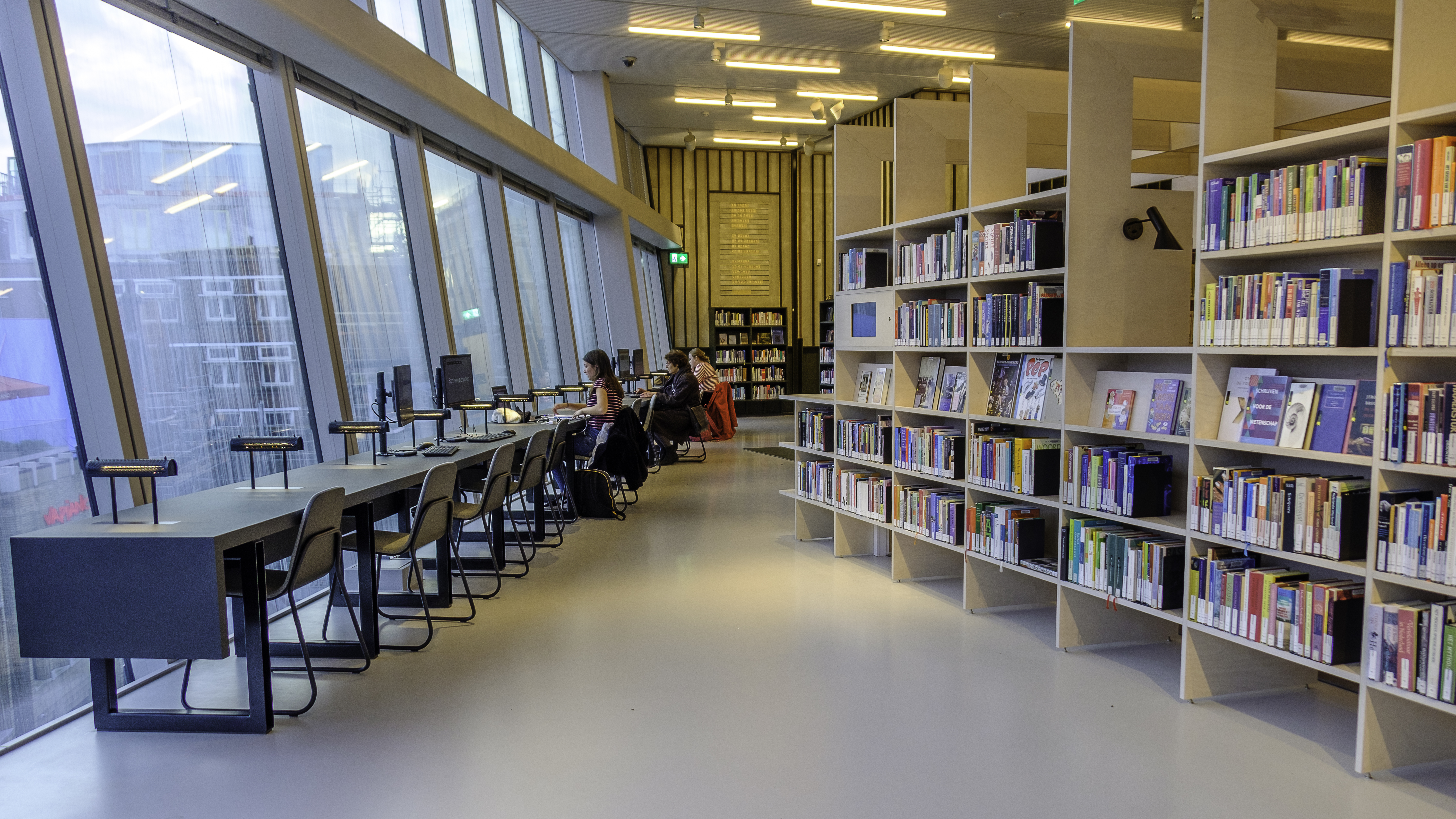
Studieplaatsen met boekenkasten
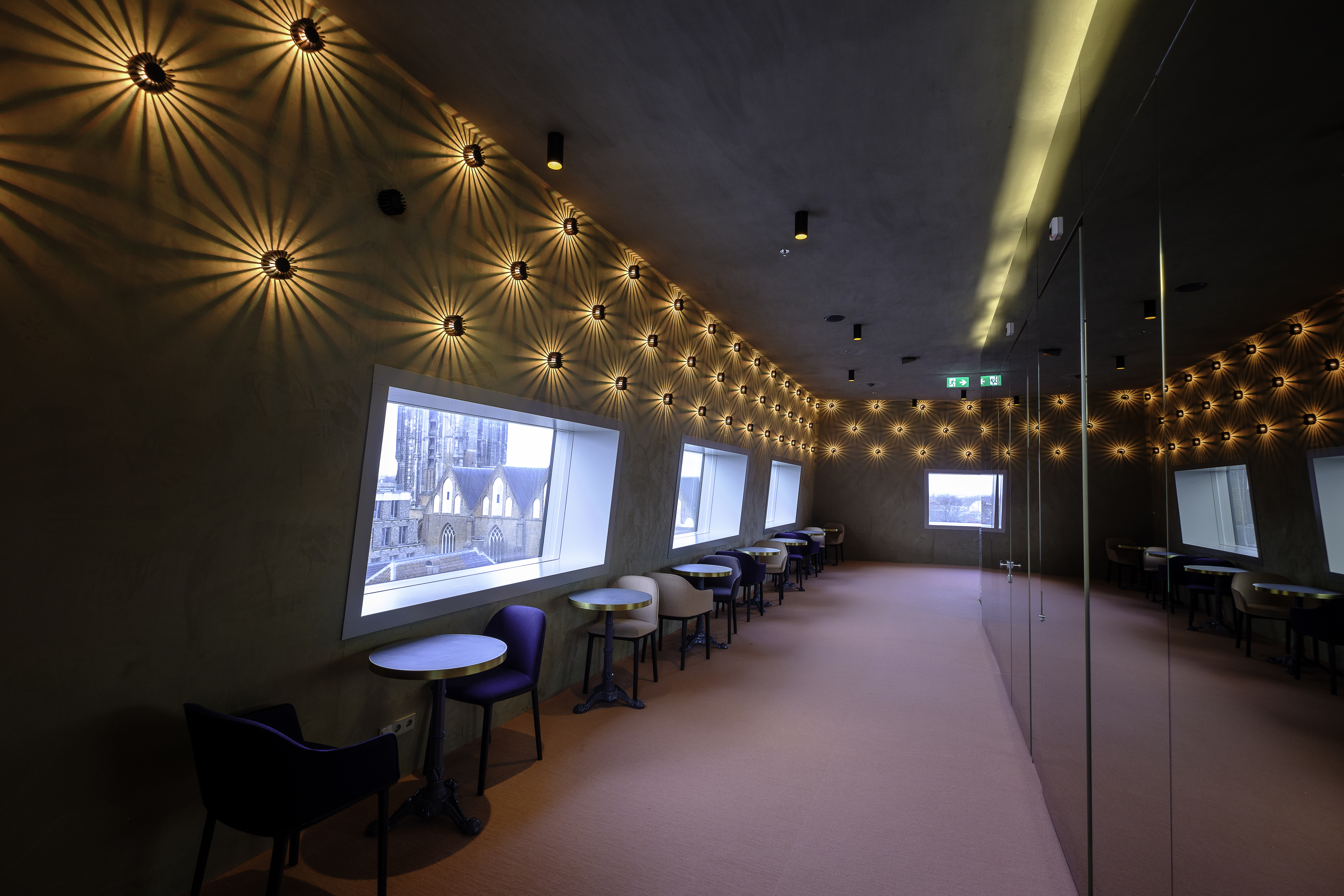
Ruimte aan de zijkant van het gebouw
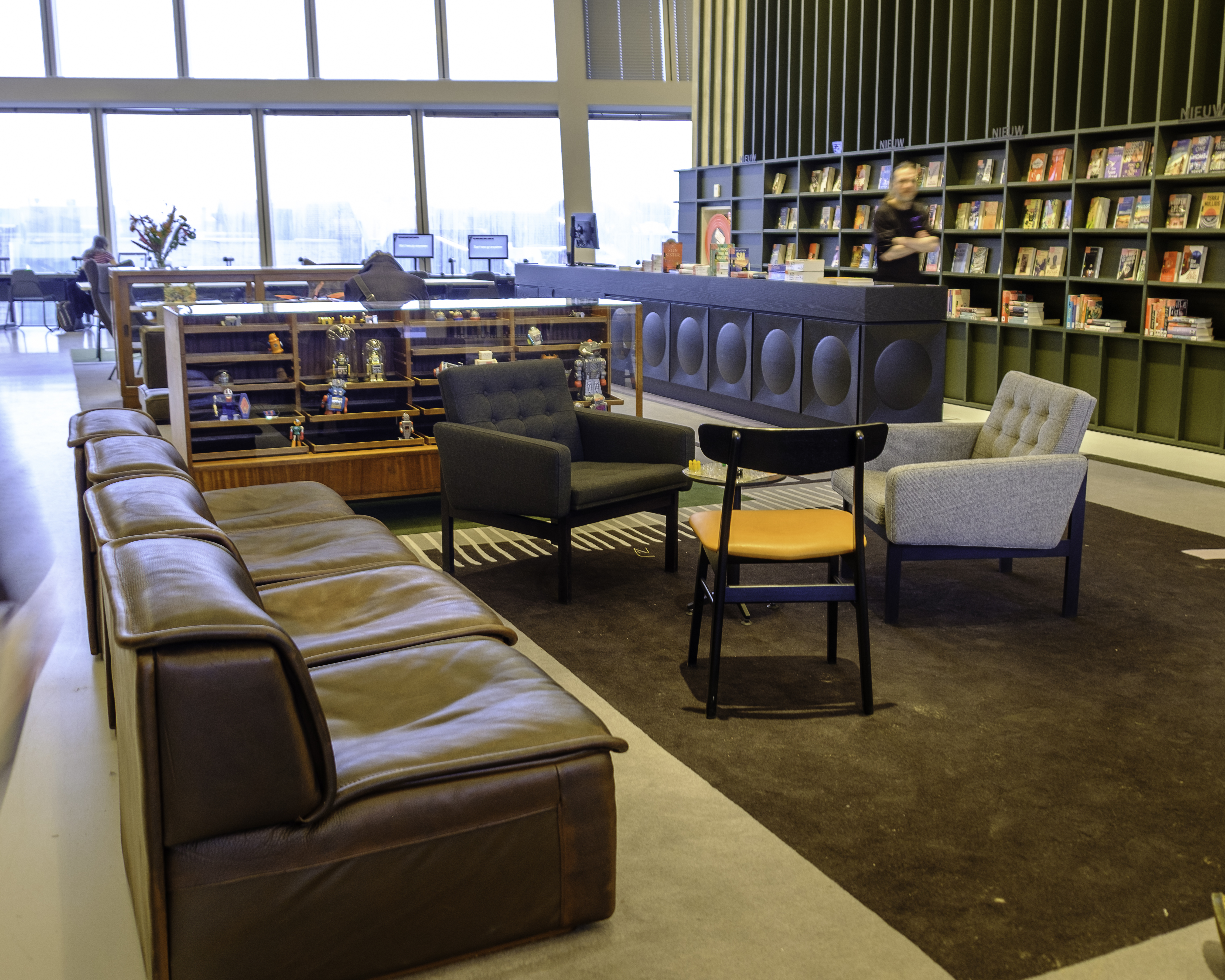
Informatiebalie bibliotheek
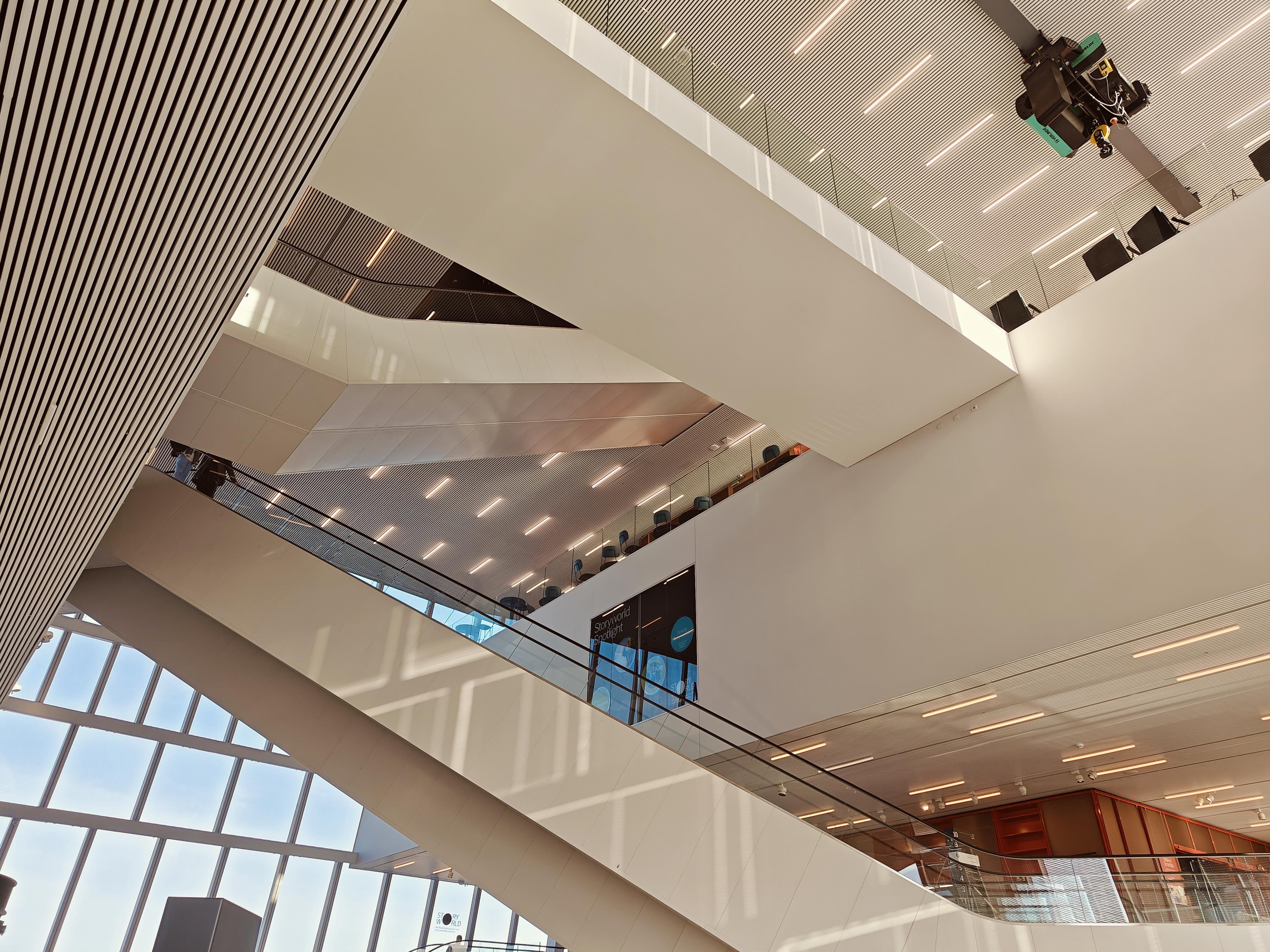
Centrale hal met de verschillende kruisende roltrappen
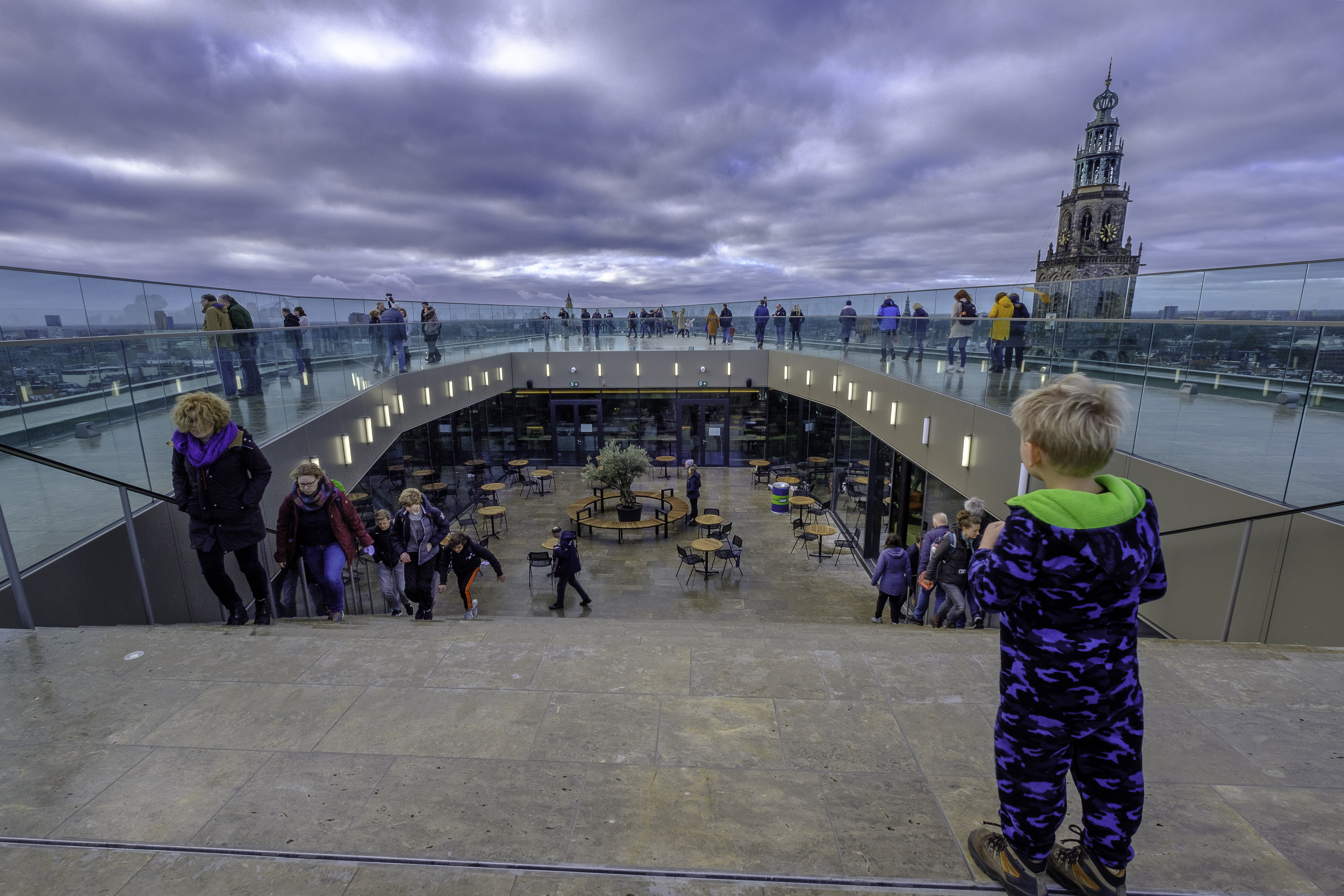
Het dakterras
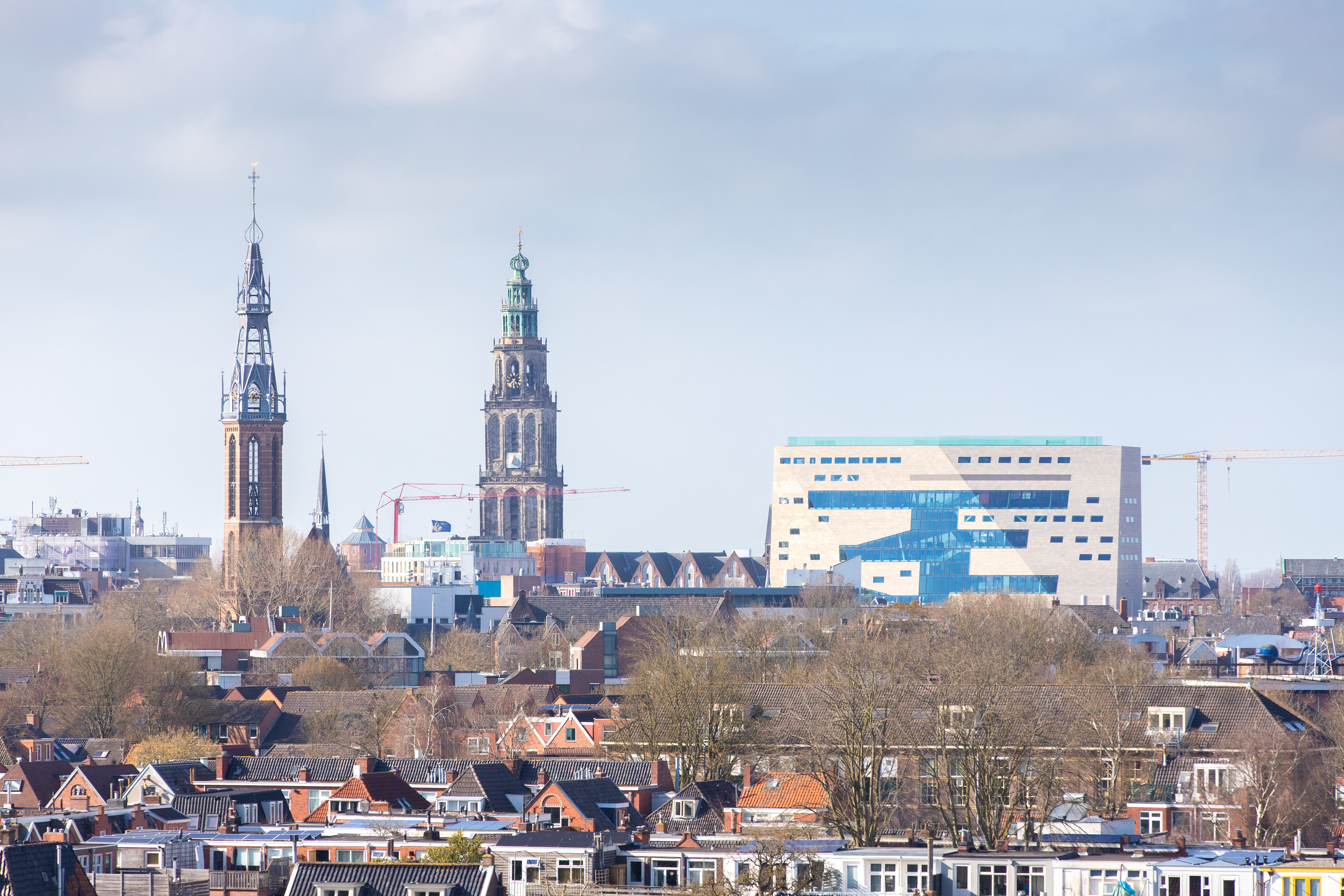
Skyline van de binnenstad van Groningen, met rechts het Forum.
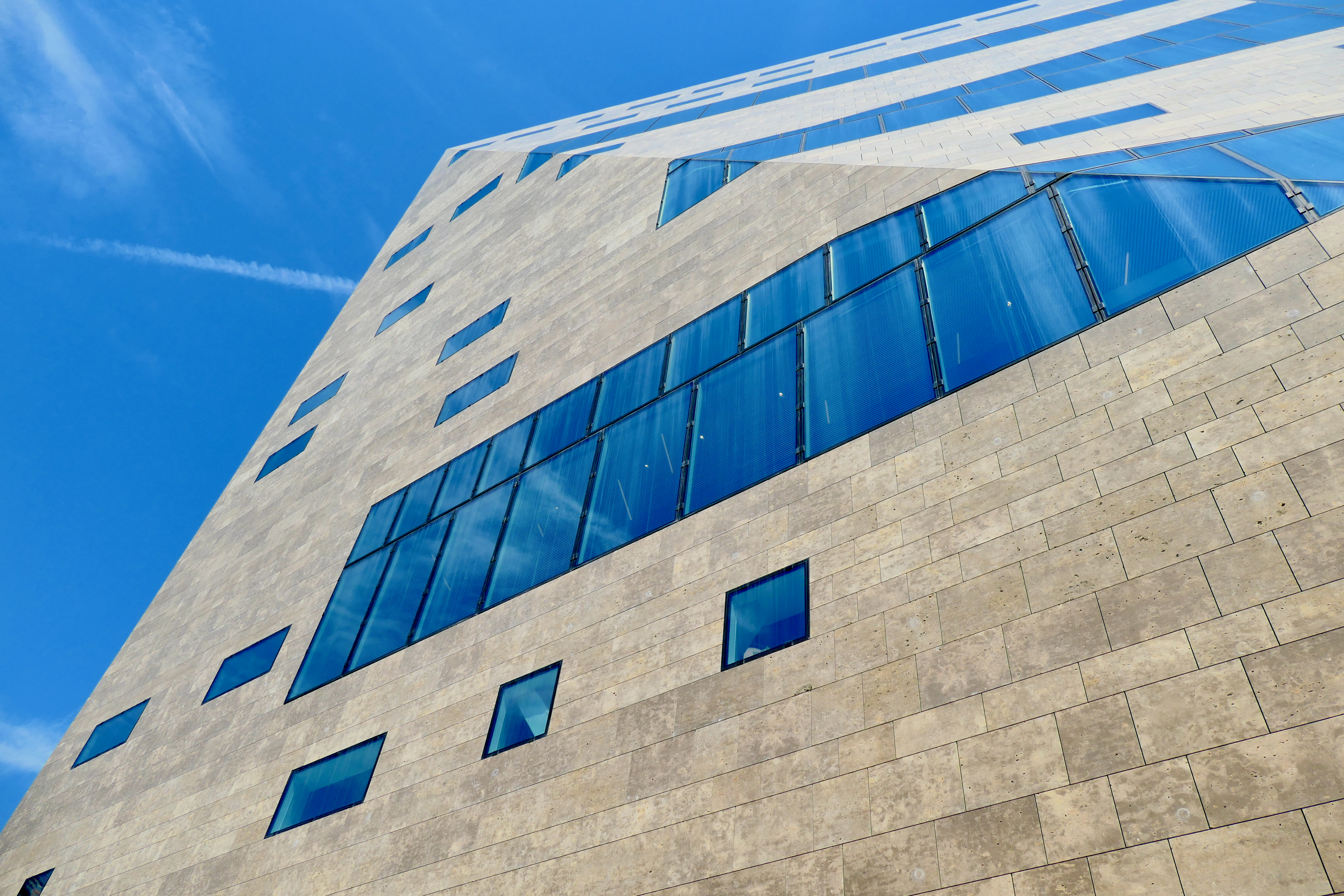
Van beneden af bezien